# Furutjärnen (Hemsjö socken, Västergötland)
Furutjärnen är en sjö i Alingsås kommun i Västergötland och ingår i Göta älvs huvudavrinningsområde.